# Ai Qing
Ai Qing (chino, 艾青; Pinyin: Aì Qīng; Wade-Giles: Ai Ch'ing; Jinhua, 27 de marzo de 1910-Pekín, 5 de mayo de 1996) escritor chino considerado uno de los más grandes poetas chinos contemporáneos. 
Nació al este de China y estudió artes en la escuela Hangzhou Xihu, más tarde en París estudió a artistas como Renoir o Van Gogh, filósofos como Kant o Hegel, su obra está muy marcada por el poeta belga Verhaeren.
En su regreso a China, se estableció en Shanghái en 1932  y trabajó como traductor y comenzó su carrera literaria.
Tras la segunda guerra sino-japonesa  en 1937, escribió "Nieve en tierra china" (《雪落在中国的土地上》) al llegar a Wuhan para apoyar esa ofensiva. En 1938, se mudó a Guilin donde fue editor del "Guixi Daily" newspaper. En 1940, lo nombraron decano del departamento de chino en la Universidad YuCai de Chongqing. 
En 1941, se mudó a Yan'an y se unió al Partido Comunista de China al año siguiente, pero en 1957 fue acusado de derechismo y exiliado a granjas de Manchuria en 1958 y a Xinjiang en 1959 y no se le permitió publicar sus novelas "Canción de retorno"(《归来的歌》) y "Oda a la luz"(《光的赞歌》) hasta 1979.
En su segunda visita a Francia en 1980, el presidente François Mitterrand le otorgó el título de "Comandante de la Orden de las Artes y las Letras".
Es padre del artista y arquitecto Ai Weiwei.